# التاريخ العسكري للأمريكيين من أصل إفريقي في الحرب الأهلية الأمريكية

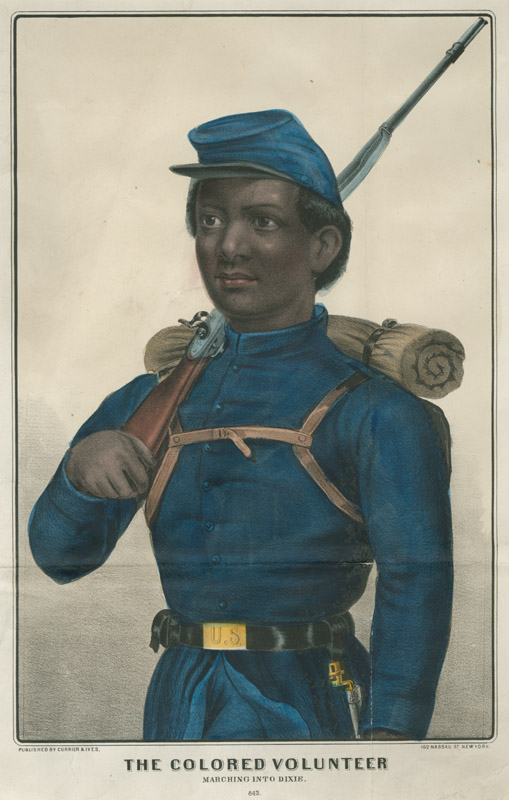

خدمت مجموعة كبيرة من الأميركيين الأفارقة في الحرب الأهلية الأمريكية، إذ التحق 186,097 رجلًا أسودًا في صفوف جيش الاتحاد منهم 7,122 ضابطًا و178,975 جندي، وانضم كذلك نحو 20 ألف بحار أسود للقوات البحرية، وشكلوا أكثرية في عدد من أطقم السفن الحربية، عزز الجنود السود الجانب الشمالي بشكل كبير، إذ انضم الرجال السود الأحرار من الشمال، والعبيد الهاربون من الجنوب إلى القتال، وخدم هؤلاء في أربعين معركة كبيرة وفي مئات المناوشات الصغيرة، وتلقى ستة عشر جنديًا منهم وسام الشرف.
أما بالنسبة للجيش الكونفدرالي الجنوبي فقد استخدم السود الأحرار والعبيد على حد سواء للأعمال اليدوية، لكن مسألة تسليحهم وتحت أي شروط أصبحت مصدر جدل داخل الكونغرس الكونفدرالي ومجلس الوزراء وبين قادة الحرب، وكانت الصحف والسياسيون وقادة الجيش على حد سواء رافضين لأي جهود لتسليح الرجال السود، ولكن تدهور الوضع العسكري لجيش الجنوب دفع الكونفدرالية لتغيير سياستها في الشهر الأخير من الحرب، إذ بدأت في مارس 1865 بتجنيد الرجال السود وتدريبهم وتسليحهم.

## جيش الاتحاد
قوبلت مسألة إنشاء أفواج عسكرية تتألف من جنود أمريكيين من أصل أفريقي بالقلق من قبل المسؤولين داخل قيادة الاتحاد بمن فيهم الرئيس أبراهام لينكولن نفسه، فقد أثيرت مخاوف بشأن استجابة الولايات الحدودية، ومدى تقبُّل الجنود والضباط البيض للموضوع، فضلًا عن فعالية القوات السوداء غير المدربة، على الرغم من هذا التردد فإنَّ انخفاض عدد المتطوعين البيض أثناء الحرب أظهر الحاجة للجنود السود.
أقر الكونغرس الأمريكي في 17 يوليو 1862 قوانين تسمح بتجنيد قوات من الأميركيين الأفارقة، لكن التنفيذ الرسمي لم يبدأ إلا في يناير 1863، ومع ذلك فإن الولايات بدأت بتجنيد وحدات ميليشيا من الجنود السود، بما في ذلك لواء سينسيناتي الأسود الذي أنشئ في سبتمبر عام 1862 للمساعدة في الدفاع عن سينسيناتي ضد هجوم جيش الجنوب، وفي مايو 1863 أنشأ الكونغرس مكتب القوات السوداء في محاولة منه لتنظيم جهود تجنيد الجنود السود في الحرب. خدم الأطباء السود كضباط بعد عام 1863، وكان أولهم جرَّاح بالتيمور ألكساندر أوغستا، إذ كان أوغوستا جراحًا كبيرًا مع وجود العديد من الجراحين البيض تحت إمرته في ماريلاند.
شكل الجنود الأمريكيون من أصل أفريقي نحو 10% من مجمل جيش الاتحاد، وكانت الخسائر بين هؤلاء الجنود مرتفعة، فخلال عام ونصف فقط قتل 20% من الجنود السود، وهو معدل أعلى بكثير منه عند الجنود البيض بزيادة قدرها 35%.

### الأعمال غير القتالية
أطلق على العبيد الذين هربوا من الجنوب إلى معسكرات جيش الاتحاد اسم الهاربين، وجرب عدد من الضباط – مع درجات متفاوتة من النجاح –  استخدام الهاربين في الأعمال اليدوية في معسكرات جيش الاتحاد، ومن أشهر هؤلاء الجنرال ديفيد هنتر (1802 - 1886)، والجنرال جيمس لن (1814 - 1866)، والجنرال بنيامين باتلر (1818 - 1893)، كان الجنرال باتلر في عام 1861 أول قائد معروف من قوات الاتحاد يستخدم الهاربين السود في مهمات غير قتالية، وفي سبتمبر عام 1862 جُند الرجال الأمريكيون السود الأحرار في أعمال قسرية لبناء تحصينات دفاعية في مدينة سينسيناتي المؤيدة للرق، وأصبحوا معروفين باسم لواء سينسيناتي الأسود، ولكن ظروف العمل القاسية ووحشية الشرطة في سينسيناتي دفعت جيش الاتحاد بقيادة الجنرال لويس والاس للتدخل لاستعادة النظام في الولاية والتأكد من أن الجنود السود يتلقون معاملة عادلة بما في ذلك الأجور المتساوية مع الجنود البيض.
شارك الجنود السود كذلك في أنشطة أخرى وراء خطوط جبهات القتال، وهو الأمر الذي دعم جيش الاتحاد بشكلٍ كبير، كما هو الحال في المستشفيات وغيرها، فقد كان 10% من القوى العاملة في الإغاثة في الاتحاد من أصل أفريقي، بعضهم كانوا متعلمين وأحرار.
اعتقد الجنود والضباط البيض أن الرجال السود يفتقرون إلى القدرة على القتال ولا يمتلكون خبرة قتالية كافية، وفي أكتوبر 1862 قام جنود أمريكيون سود من لواء مشاة كنساس الأول بالاشتراك في أول معركة تضم قوات سوداء، وأسكتوا منتقديهم خلال صد هجوم مقاتلي الكونفدرالية في آيلاند موند - ميزوري، وكذلك حدث في معركة بورت هيدسون – لويزيانا في 27 مايو 1863، عندما تقدم الجنود السود بشجاعة على أرض مفتوحة في مواجهة نيران المدفعية، على الرغم من فشل الهجوم إلا أن هؤلاء الجنود السود أثبتوا قدرتهم على المشاركة في أصعب المعارك، وسجل الجنرال ناثانيل بانكس (1816 - 1894) في تقريره الرسمي: رغم الشك الذي كان موجودًا حتى الآن فيما يتعلق بكفاءة الجنود السود، فقد ثبت اليوم  فعالية وقوة هؤلاء الجنود.
كانت أكثر المعارك شهرة تلك التي خاضها الجنود السود في الهجوم على فورت واغنر قبالة ساحل تشارلستون، في 18 يوليو 1863 إذ تطوعت وحدة من الجنود السود في قيادة الهجوم على المواقع الكونفدرالية المحصنة بشدة، وعلى الرغم من الهزيمة فقد رحب جيش الاتحاد بشجاعة الوحدة، وهو الأمر الذي حفز على تجنيد مزيد من الجنود السود، ما أعطى جيش الاتحاد ميزة عسكرية عددية بفضل تجنيد شريحة كبيرة من السكان لم تحاول الكونفدرالية استغلالها إلا بعد فوات الأوان في الأيام الختامية للحرب. كان سجن الجنود السود أسوأ من الموت، فالسجناء السود لم يعاملوا معاملة السجناء البيض، ولم يتلقوا أي رعاية طبية، وتعرضوا لعقوبات قاسية، ولم يدخلوا في صفقات تبادل الأسرى لأن الولايات الكونفدرالية رأتهم فقط كعبيد هربوا ليقاتلوا ضد أسيادهم السابقين.

### التمييز في الأجور والمهام
على الرغم من أن الجنود السود أثبتوا أنفسهم كجنود فعالين، إلا أن التمييز في الأجور والمهام وغيرها ظل واسع الانتشار، فوفقًا لقانون المليشيات لعام 1862 كان راتب الجنود السود 10 دولارات شهريًا، في حين كان راتب الجنود البيض 12 دولار، كافحت العديد من ألوية الجنود السود من أجل المساواة في الأجور حتى 15 يونيو 1864 عندما منح الكونغرس الفيدرالي رواتب متساوية لجميع الجنود.